# Florian Batkowski
Florian Batkowski (* 2. Juli 1984 in Innsbruck) ist ein österreichischer Naturbahnrodler und seit dem Jahr 2000 Mitglied des österreichischen Naturbahnrodelteams. Seine bisher besten Resultate bei Weltmeisterschaften sind ein sechster Platz im Mannschaftsbewerb und zwei neunte Plätze im Einsitzer. Auch bei Europameisterschaften ist ein neunter Platz im Einsitzer sein bestes Ergebnis. Im Weltcup erreichte Batkowski mit zwei Top-5-Platzierungen und dem achten Gesamtrang in der Saison 2005/2006 die bisher besten Resultate. Seine Geschwister Robert und Melanie sind ebenfalls Naturbahnrodler.

## Karriere
Batkowski begann 1992 mit dem Naturbahnrodelsport. Im Jahr 2000 konnte er sich für die österreichische Juniorennationalmannschaft qualifizieren und an der Junioreneuropameisterschaft in Umhausen teilnehmen, wo er den 16. Platz im Einsitzer belegte. Bei der Junioren-EM 2001 in Tiers erreichte er ebenso wie bei der Junioren-WM 2002 in Gsies den fünften Platz. Bei der Junioren-EM 2003 in Kreuth fuhr er nach einem verpatzten zweiten Wertungslauf allerdings nur auf den 28. Platz, bei der Junioren-WM 2004 belegte er wieder Rang sechs. Von 2002 bis 2004 wurde er dreimal in Folge Österreichischer Juniorenmeister und im Interkontinentalcup erreichte er 2003 und 2004 den zweiten Gesamtrang. Im Juni 2004 schloss er seine schulische Ausbildung an der HTL in Fulpmes ab.
In der Saison 2004/2005 bestritt Batkowski seine ersten drei Weltcuprennen und erreichte als bestes Resultat einen sechsten Platz in Latzfons, womit er 17. im Einsitzer-Gesamtweltcup wurde. Im selben Winter nahm er in Latsch auch erstmals an einer Weltmeisterschaft teil und belegte Rang neun im Einsitzer und Platz sechs im Mannschaftsbewerb mit dem Team Österreich II. Im Winter 2005/2006 konnte er sich in allen sechs Weltcuprennen unter den besten zehn klassieren und erzielte in Grande Prairie mit den Plätzen vier und fünf seine bisher besten Ergebnisse in Weltcuprennen, womit er auch im Einsitzer-Gesamtweltcup als Achter seine bisher beste Platzierung erreichte. Die Europameisterschaft 2006 in Umhausen beendete er als Zehnter im Einsitzer.
In den nächsten beiden Weltcupsaisonen (2006/2007 und 2007/2008) konnte sich Batkowski in den meisten Rennen um Platz zehn klassieren und wurde damit einmal Zwölfter und einmal Zehnter im Gesamtweltcup. In der Saison 2008/2009 scheiterte er aber mehrmals an der Qualifikation für die Weltcuprennen innerhalb der österreichischen Mannschaft, weshalb er nur an zwei Wettbewerben teilnahm und auf Platz 30 im Gesamtweltcup zurückfiel. Auch in der Saison 2009/2010 bestritt er nur zwei Weltcuprennen und kam im Gesamtklassement auf Platz 26. Bei den Weltmeisterschaften 2007 und 2009 belegte er jeweils den 15. Platz im Einsitzer. Etwas bessere Resultate erzielte er bei den Europameisterschaften mit einem neunten Platz 2008 und einem elften Rang 2010.
In der Saison 2010/2011 nahm Florian Batkowski mit Ausnahme der beiden Auftaktrennen in Nowouralsk an allen Weltcuprennen teil. Er fuhr zweimal unter die schnellsten zehn und belegte den 15. Platz im Gesamtweltcup. Bei der Weltmeisterschaft 2011 in Umhausen erzielte er den neunten Platz im Einsitzer. Im folgenden Winter 2011/2012 blieb Batkowski ohne Weltcuppunkte. Er konnte sich beim Auftaktrennen in Latzfons und beim Finale in Umhausen nicht für den Weltcup qualifizieren und musste im in diesen beiden Rennen erstmals ausgetragenen Nationencup antreten. An den vier Weltcuprennen dazwischen sowie bei der Europameisterschaft 2012 nahm er nicht teil.

## Erfolge

### Weltmeisterschaften
- Latsch 2005: 9. Einsitzer, 6. Mannschaft
- Grande Prairie 2007: 15. Einsitzer
- Moos in Passeier 2009: 15. Einsitzer
- Umhausen 2011: 9. Einsitzer

### Europameisterschaften
- Umhausen 2006: 10. Einsitzer
- Olang 2008: 9. Einsitzer
- St. Sebastian 2010: 11. Einsitzer

### Juniorenweltmeisterschaften
- Gsies 2002: 5. Einsitzer
- Kindberg 2004: 6. Einsitzer

### Junioreneuropameisterschaften
- Umhausen 2000: 16. Einsitzer
- Tiers 2001: 5. Einsitzer
- Kreuth 2003: 28. Einsitzer

### Weltcup
- Saison 2005/2006: 8. Einsitzer
- Saison 2007/2008: 10. Einsitzer
- Insgesamt 17 Top-10-Platzierungen in Weltcuprennen, davon zweimal unter den besten fünf